# Диоцез Вестероса
Диоцез Вестероса — диоцез Церкви Швеции, включает 59 приходов. Кафедральным собором диоцеза является Кафедральный собор Вестероса. С 2015 года епископом Вестероса является Микаэль Могрен.
Католическая епархия Вестероса существовала с XI до XVI века. Епископский престол сперва находился в Мункторпе, а затем около 1100 года был перемещён в Вестерос английским миссионером-клюнитом Давидом Манкторпским, ставшим епископом Вестероса. До 1118 года епархия Сигтуны была разделена на епархию Уппсалы и епархию Вестероса, и епископ Сигтуны Генрих был переведен в Вестерос в 1134 году. К 1182 году язычество всё ещё было распространено.
При епископе Отто (1501—1522) было закончено возведение собора. Епископ Педер Суннанвадер (1522—1523), бывший канцлер Стена Стуре, был казнен за предполагаемую измену в 1527 году. Предполагается, что последний католический епископ Петрус Магни (1524—1534) был рукоположен 1 мая 1524 года в Риме. В 1527 году в Вестеросе состоялся сейм, который сделал шведскую церковь протестантской и отделил её от Рима. В знак протеста Магни рукоположил нескольких епископов в 1528 и 1531 годах. Густав I Ваза сохранил за ним номинальный титул епископа, однако реальной власти он больше не имел.